# 蝋山道雄
蝋山 道雄（ろうやま みちお、1928年8月11日 - 2009年10月18日）は、日本の国際政治学者。上智大学名誉教授。

## 略歴・人物
群馬県出身。父は政治学者の蠟山政道。東京高等師範学校附属中学校、旧制第一高等学校、東京大学法学部政治学科を卒業。国際文化会館調査室長を務め、上智大学外国語学部・同国際関係研究所で長く教鞭をとった。「現実主義」の論客として論壇で活躍する。
1960年代末、内閣調査室が委託した核兵器開発の可能性検討を行なう学者グループの中心となり、日本の独自核武装について否定的な報告をまとめた（日本の核武装論#これまでの動き参照）。
1970年には菊地昌典、西川潤らとともに、公明党の提唱した日中国交正常化国民協議会の代表世話人となり、民間から中国との国交正常化を推進した。国交正常化直前の1972年7月に北京を訪問している。その後も国民協議会の後身である日中友好学術交流協議会による学術交流や、1987年に設立されたアジア教育文化交流協会理事長として、留学生支援などを行なった。
「なぜ中国を承認すべきか」（『中央公論』1971年2月号）で第7回吉野作造賞を受賞。墓所は小平霊園。

## 著書

### 共著
- （河上民雄ほか）『海峡の両側から靖国を考える――非戦・鎮魂・アジア』（オルタ出版室, 2006年）

### 編著
- 『激動期の国際政治を読み解く本』（学陽書房, 1992年）

### 共編著
- （武者小路公秀）『国際政治学――多極化世界と日本』（有信堂高文社, 1976年）
- （武者小路公秀）『国際学――理論と展望』（東京大学出版会, 1976年）
- （中井晶夫・三輪公忠）『独ソ・日米開戦と五十年後――日・米・独・ソ国際シンポジウム』（南窓社, 1993年）
- （中村雅治）『新しいヨーロッパ像をもとめて』（同文舘出版, 1999年）

## 論文
- 「アメリカの外交・国防政策を左右するもの――外交関係協会とランド・コーポレーションの場合」『思想』453号（1962年）
- 「国際政治における文化交流――若干の問題に関する考察」『思想』483号（1964年）
- 「アメリカン・イデオロギーとその使命感」『中央公論』1965年7月号
- 「1960年代後半の日米関係」『潮』1966年3月号
- 「日本の安全保障と中国の意味」『別冊潮』1号（1966年）
- 「再編成期の英国の国防政策」『国際問題』95号（1968年）
- 「核戦略の意義と日本の将来」『中央公論』1968年3月号
- 「『ベトナム後』と日本の安全保障」『潮』1968年7月号
- 「核時代における外交政策の選択」『自由』1968年8月号
- 「日本に積極外交は可能か――その国内的条件の分析」『中央公論』1969年4月号
- 「危機のアジア的特質――その歴史的背景」衛藤瀋吉、永井陽之助編『講座日本の将来（3）世界の中の日本 安全保障の構想』（潮出版社, 1969年）
- 「米国の戦略転換の意味するもの」『アジアクォータリー』2巻1号（1970年）
- 「戦後日本の転換点に立って」『別冊潮』18号（1970年）
- 「なぜ中国を承認すべきか」『中央公論』1971年2月号
- 「再び中国問題について――ひとつのアポロギア」『中央公論』1971年11月号
- 「日本人と世界」村松定孝、 アンセルモ・マタイス編『日本人――日本人に残されたもの』（ヴェリタス出版社, 1971年）
- 「日本外交は果たして転換できるか」『日本の将来』1972年5月号
- 「世論と外交政策」内川芳美ほか編『講座現代の社会とコミュニケーション（4）情報と政治』（東京大学出版会, 1974年）
- 「日本における安全保障論議（1）その特徴と諸問題」『公明』237号（1981年）
- 「日本における安全保障論議（2）国際政治の見方、考え方」『公明』238号（1981年）
- 「日本における安全保障論議（3）非武装主義に関する一考察」『公明』239号（1981年）
- 「日本における安全保障論議（4）現代安全保障問題のジレンマとしての核抑止力」『公明』241号（1982年）
- 「国際政治の構造変化と国家――現代国家とは何か」『法学セミナー増刊』18号（1982年）
- 「日本における安全保障論議（5）核問題を考えるための二つの事例」『公明』242号（1982年）
- 「日本における安全保障論議（6）『核の傘』と日本の安全」『公明』243号（1982年）
- 「日本における安全保障論議（7・完）暫定的結論」『公明』245号（1982年）
- 「『戦没者鎮魂祈念堂』の建立を提案する」『潮』2001年11月号
- 「靖国問題と戦争責任」中野晃一、上智大学21世紀COEプログラム編『ヤスクニとむきあう』（めこん, 2006年）